# فالنتينا فارجاز
فالنتينا فارجاز هي ممثلة تشيلية، ولدت في 31 ديسمبر 1964 بسانتياغو في تشيلي.

## وصلات خارجية
- فالنتينا فارجاز على موقع IMDb (الإنجليزية)
- فالنتينا فارجاز على موقع ألو سيني (الفرنسية)
- فالنتينا فارجاز على موقع ميوزك برينز (الإنجليزية)
- فالنتينا فارجاز على موقع أول موفي (الإنجليزية)
- فالنتينا فارجاز على موقع قاعدة بيانات الأفلام السويدية (السويدية)
- فالنتينا فارجاز على موقع قاعدة بيانات الفيلم (الإنجليزية)
- فالنتينا فارجاز على موقع كينوبويسك (الروسية)